# Ямасита, Ясухиро
Ясухиро Ямасита (яп. 山下 泰裕 Ямасита Ясухиро, род. 1 июня 1957 года в пос. Ямато, префектура Кумамото) — японский дзюдоист. Нынешний председатель Олимпийского комитета Японии (с 27 июня 2019 года). Олимпийский чемпион, 4-кратный чемпион мира, 9-кратный чемпион Японии.

## Биография
Завершил карьеру в возрасте 28 лет 17 июня 1985 года, в течение которой выиграл пять золотых медалей на крупнейших международных соревнованиях и сумел одержать 203 победы подряд (с 7 ничьими в промежутках) до своего ухода с татами. Он получил Премию Народного Почёта (яп. 国民栄誉賞 Кокумин Эйёсё:) от японского премьер-министра Ясухиро Накасонэ 9 октября 1984 года.
В настоящее время работает в качестве инструктора и консультанта для различных организаций, в том числе университета Токай и Международной федерации дзюдо. Является вице-президентом Японской федерации дзюдо.

## Интересные факты
- Ямасита — последний олимпийский чемпион по дзюдо в абсолютной категории, после Олимпиады 1984 года в Лос-Анджелесе эта категория была исключена из олимпийской программы.

## Награды
- Орден Почёта (11 ноября 2019 года, Россия) — за заслуги в развитии физической культуры и спорта, активную общественную деятельность[2].
- Орден Дружбы (13 февраля 2014 года, Россия) — за большой вклад в укрепление дружбы и сотрудничества с Российской  Федерацией, развитие научных и культурных связей[3]. Вручён послом России в Японии Евгением Афанасьевым в российском посольстве в Токио[4].
- Медаль «В память 300-летия Санкт-Петербурга» (май 2004)[5].